# Liste pakistanischer Schriftsteller
Dies ist eine alphabetische Liste pakistanischer Schriftsteller.

## A

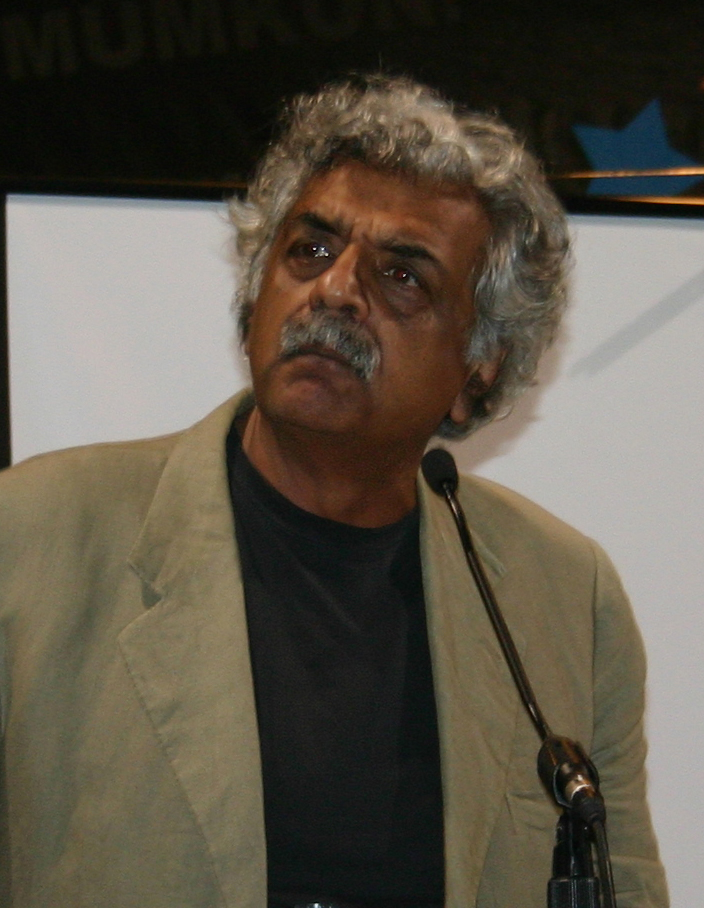
Tariq Ali

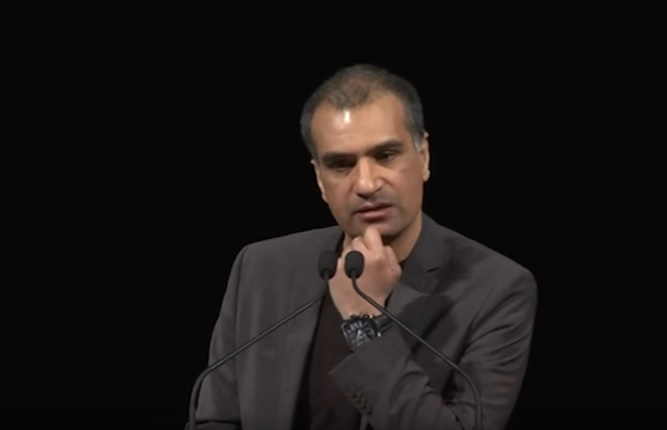
Nadeem Aslam

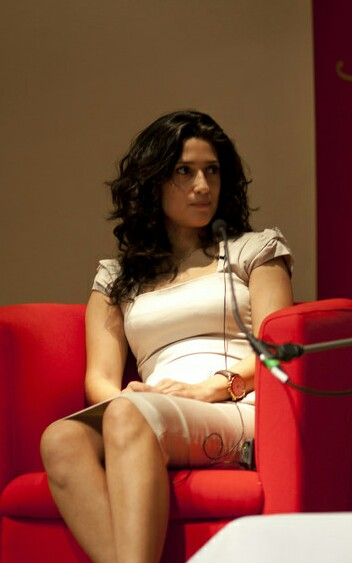
Fatima Bhutto

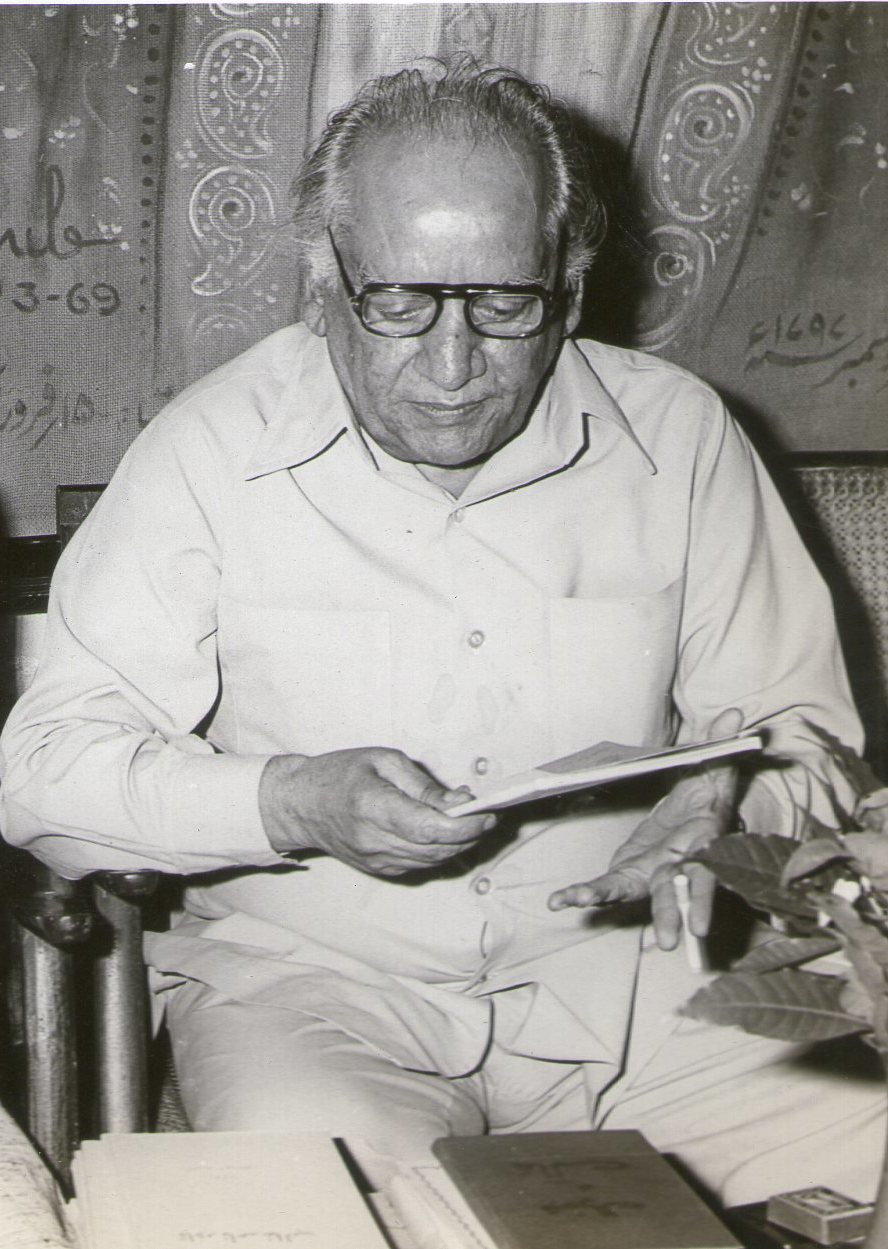
Faiz Ahmed Faiz

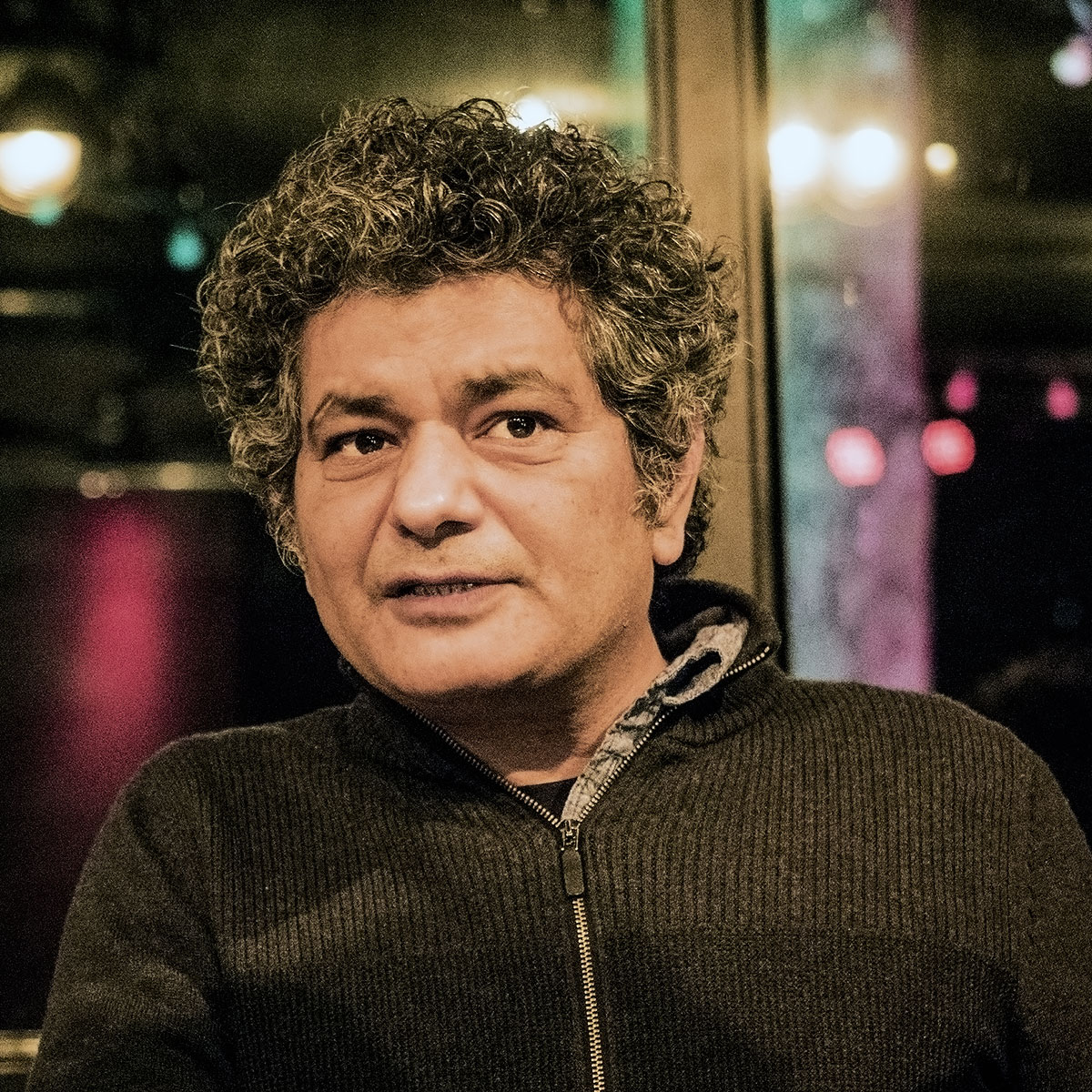
Mohammed Hanif

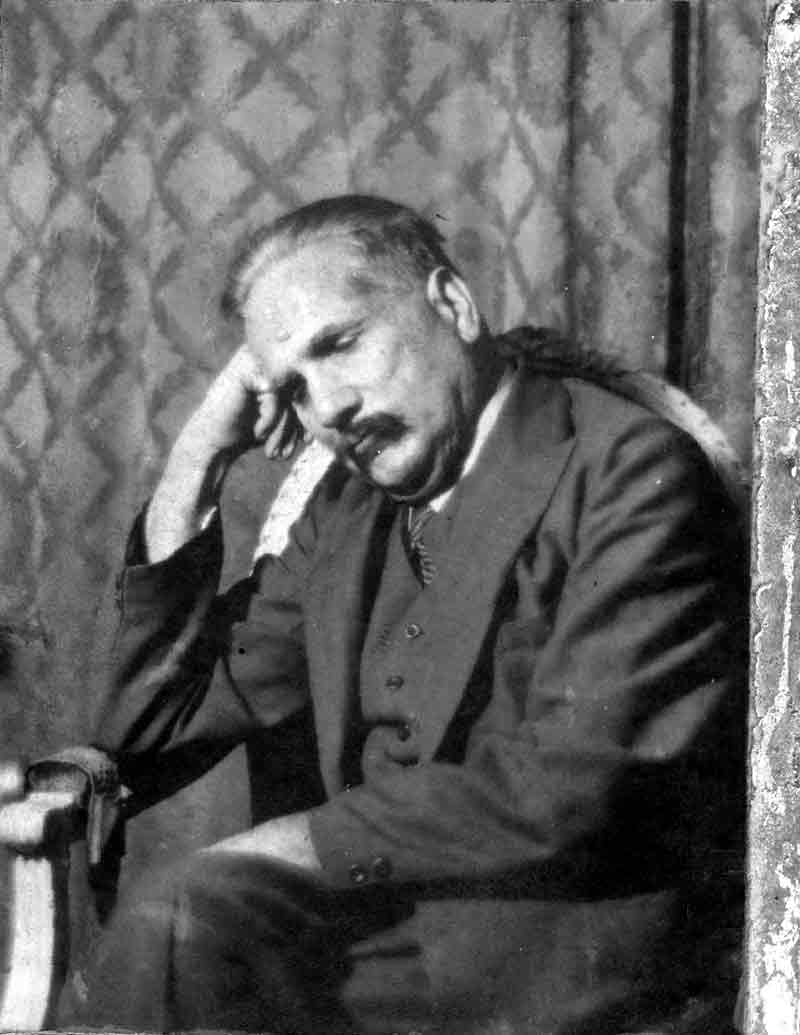
Muhammad Iqbal

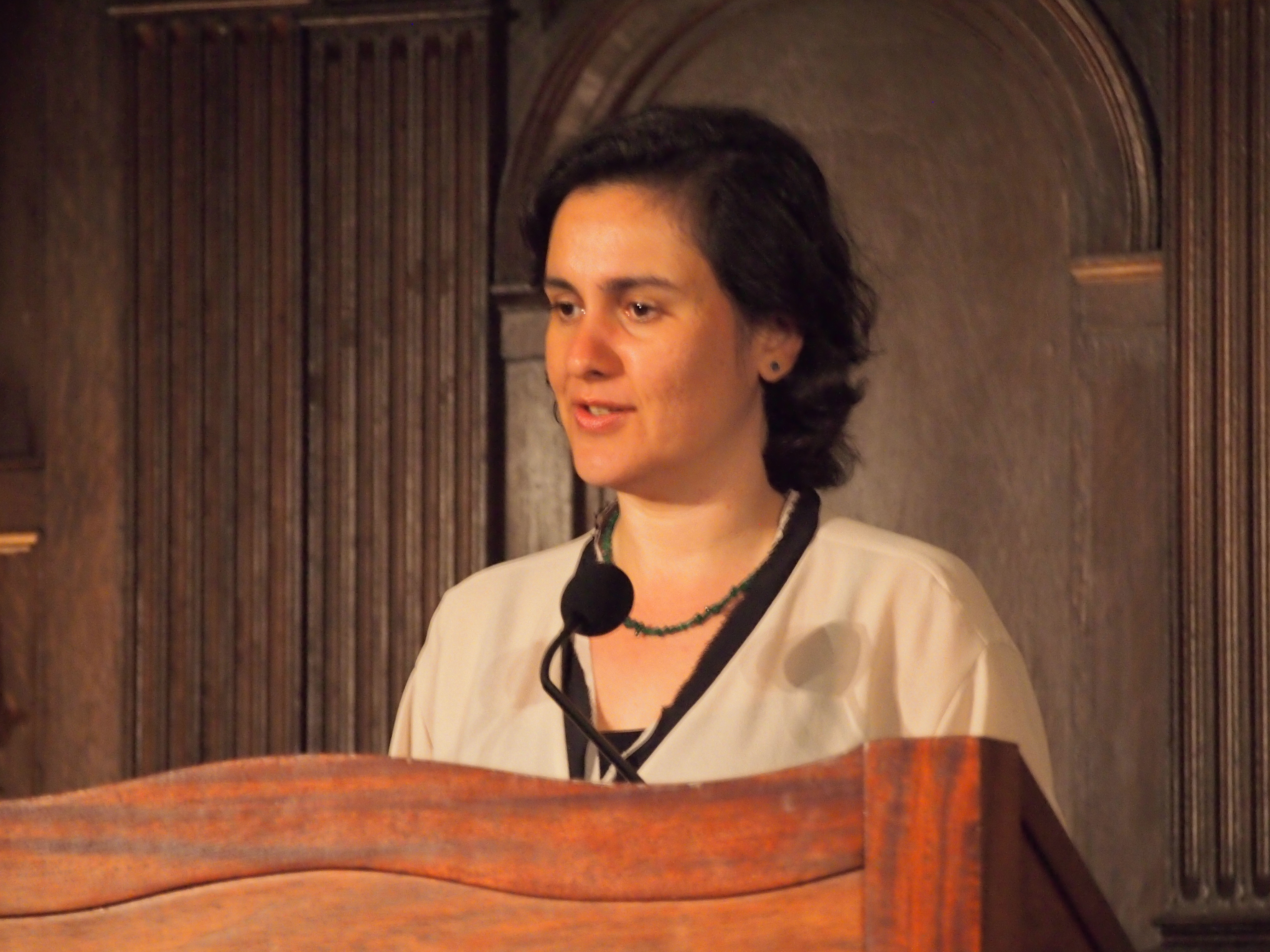
Kamila Samsie

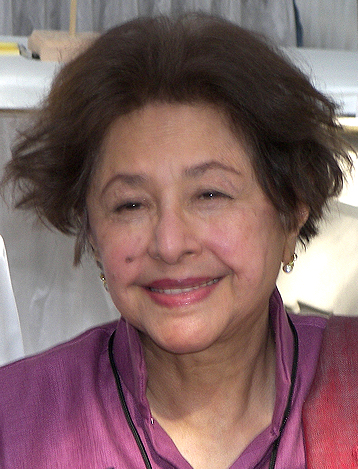
Bapsi Sidhwa

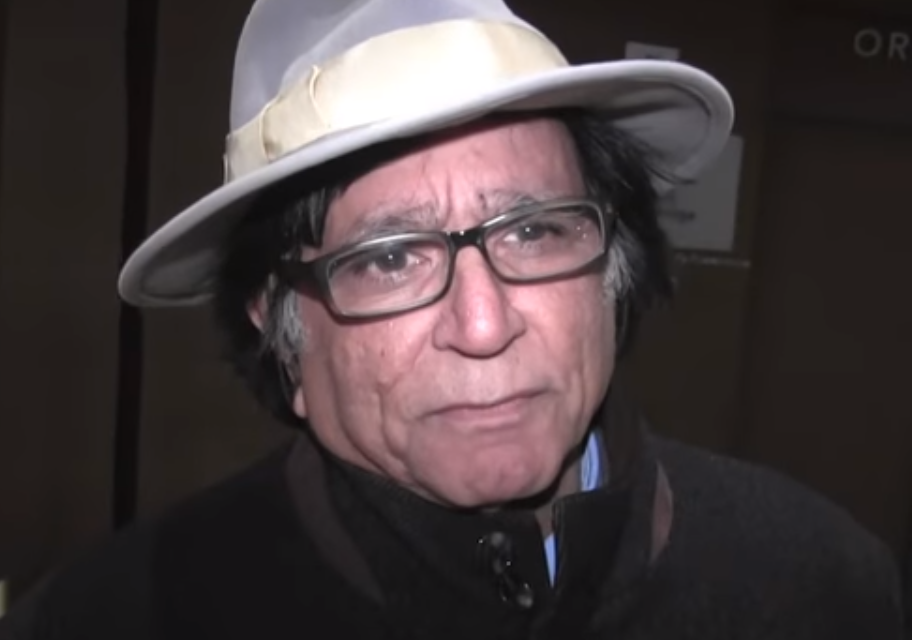
Ibn Warraq

- Humera Afridi
- Aziz Ahmad
- Ashfaq Ahmed (1925–2004)
- Kiran Bashir Ahmad
- Muniruddin Ahmed (1934–2019)
- Umera Ahmed
- Ismail Ahmedani
- Tahir Alauddin
- Ahmed Ali
- Syed Mohammad Ali (1928–1993)
- Tariq Ali (* 1943)
- Fatima Altaf
- Gauhar Altaf
- Jawad Asghar
- Nadeem Aslam (* 1966)
- Khursheed Kamal Aziz

## B
- Agha Babur
- Mirza Kalich Beg (1853–1929)
- Fatima Bhutto  (* 1982)
- Badshah Munir Bukhari
- Dr Younis Butt

## C
- Yousaf Saleem Chishti

## D
- Ihsan Danish

## F
- Faiz Ahmed Faiz (1911–1984)
- Ahmed Faraz
- Jawwad Farid
- Roopa Farooki

## G
- Zulfikar Ghose
- Tahir Aslam Gora

## H
- Ahmed Hamdani
- Mohsin Hamid (* 1971)
- Zaib-un-nissa Hamidullah
- Mohammed Hanif (* 1965)
- Alamgir Hashmi
- Jamila Hashmi
- Pervez Hoodbhoy
- Intizar Husain
- Mohammad Tanzeel-ul-siddiqi al-husaini
- Aamer Hussein (* 1955)
- Abdullah Hussein
- Aftab Hussein

## I
- Muhammad Iqbal (1877–1938)

## K
- Daud Kamal
- Maki Kureishi

## L
- Shah Abdul Latif (1689–1752)

## M
- Saadat Hasan Manto (1912–1955)
- Sarfraz Manzoor
- Alauddin Masood
- Muhammad Munawwar Mirza
- Moni Mohsin (* 1963)
- Daniyal Muenuddin
- Mumtaz Mufti

## N
- Kishwar Naheed
- H.M. Naqvi
- Syed Ali Naqvi
- Naseer Ahmad Nasir

## Q
- Ahmad Nadeem Qasimi
- Bano Qudsia (1928–2017)

## R
- Nayyara Rahman
- N. M. Rashed
- Saeed Rashid
- Mazhar Hussain Rehmani
- Fahmida Riaz

## S
- Saadat Saeed
- Hakim Said (1920–1998)
- Sehba Sarwar
- Bina Shah
- Partawi Shah
- Qudrat Ullah Shahab
- Anwar Shaikh (1928–2006)
- Kamila Shamsie (* 1973)
- Muneeza Shamsie
- Saman Shamsie
- Shazad Ahmed Shazad
- Shaukat Siddiqi (1923–2006)
- Rasheed Ahmed Siddique
- Bapsi Sidhwa (1938–2024)

## T
- Mustansar Husain Tarar
- Shaukat Thanvi

## W
- Wasif Ali Wasif
- Ibn Warraq (* 1946)

## Y
- Nasim Yousaf

## Z
- Fahad Zafar